# 帕科蒂
帕科蒂（葡萄牙語：Pacoti）是巴西塞阿拉州的一个市镇。总面积111.959平方公里，总人口11037人，人口密度98.6人/平方公里。